# Anxoveta
L’anxoveta(Engraulis ringens) és una espècie de peix de la família de les anxoves, Engraulidae, que habita al sud-est del Pacífic. És l'espècie pesquera que ha proporcionat les major captures que qualsevol altra espècie de peix salvatge del món, amb captures anuals que oscil·len entre 3,14 i 8,32. milions de tones durant la dècada de 2010. Gairebé tota la producció es destina a la indústria de fabricació de farina de peix. L'anxoveta podria ser l'espècie de peix més abundant del món.

## Ecologia
L'anxoveta habita al sud-est de l'oceà Pacífic davant les costes del Perú i Xile, i normalment es troba a grans moles a menys de 80 km (50 mi) de la costa. L'anxoveta viu fins als 3 anys, arribant als 20 cm (8 in). Es reprodueixen per primer cop cap a l'edat d'1 any i 10 cm (4 in), de llargada, mentre que es pesquen als 6 mesos i als 8 cm (3 in) longitud.
Abans es pensava que l'anxoveta sobretot s'alimentava de fitoplàncton, zooplàncton petit i larves. Tanmateix, treballs recents han revelat que les anxoves obtenen la major part de la seva energia del zooplàncton més gran, inclòs el macrozooplàncton. El krill i els copèpodes grossos són els principals components de la seva dieta.

## Pesca
De l'anxoveta s'ha dit que és "el peix més explotat de la història del món". El màxim rendiment registrat fou de 13,1 milions de tones el 1971, però ha patit grans fluctuacions al llarg dels anys. Després d'un període d'abundància a finals de la dècada de 1960, la població es va reduir molt per la sobrepesca i pel fenomen El Niño de 1972, quan l'aigua tèbia va derivar sobre el fred corrent de Humboldt i va reduir la profunditat de la termoclina. Aleshores, les aigües riques en nutrients ja no afloraren i baixà la producció de fitoplàncton, deixant l'anxoveta sense la seva font d'aliment. També es va produir una reducció dràstica per un altre intens Niño a principis dels anys vuitanta, però la producció va tornar a pujar a 12,5. milions de tones el 1994. Juntament amb El Niño de 1982–1983, El Niño de 1997–1998, el més fort registrat, va provocar un descens de les poblacions d'anxoveta, afectant negativament la pesca i, en conseqüència, l'economia.
Les captures anuals dels anys 2000 van variar entre 6,2 i 11,3 milions de tones, més que per a qualsevol altra espècie de peix capturada a la natura. No obstant això, la disminució de les captures durant la dècada de 2010 va disminuir el seu avantatge sobre el peix carboner d'Alaska i bonítol ratllat. L'octubre de 2015, any de Niño, de 3,38 milions de tones mètriques d'anxoveta enquestades per l'Institut Peruà d'Investigacions Marines, només 2 milions de tones mètriques tenien l'edat reproductiva; 5 es necessiten 5 milions de tones mètriques per permetre la pesca. La indústria pesquera va afirmar que les poblacions rondaven els 6,8 milions de tones mètriques d'anxoveta en edat reproductiva, per la qual cosa, malgrat les discrepàncies, el Ministeri de Producció peruà va permetre l'obertura de les pesqueres d'anxoveta la segona temporada, però amb una quota d'1,1 milions de tones mètriques, aproximadament la meitat de la quota de la primera temporada de l'any.

## Usos
Fins al 2005 aproximadament l'anxova s'utilitzava gairebé exclusivament per a l'elaboració de farina de peix. Des de l'any 2005 l'anxoveta s'utilitza cada cop més per al consum humà directe, com a peix fresc, en conserva o com a filets salats i envasats amb oli. L'anxoveta en conserva es ven com a sardines en conserva peruanes. El nou ús s'anomena de vegades el segon boom de l'anxoveta, el primer boom fou el descobriment i la posterior producció pesquera i de farina de peix als anys 60/70. El segon boom va ser impulsat per l'Institut Peruà de Tecnologia del Peix CIP, amb la col·laboració de la FAO. Una campanya de promoció a gran escala, incloent al llavors president del Perú, Alan García, va ajudar a donar a conèixer l'anxoveta a rics i pobres per igual. Abans no era considerat com a aliment i poc conegut entre la població autòctona. Ara es troba als supermercats i se serveix als restaurants. Tot i així, només l'1 per cent de les captures d'anxoveta s'utilitza per al consum humà directe i el 99 per cent es continua convertint en farina de peix i oli.
Els filets d'anxova en conserva que es troben habitualment als EUA tenen un intens gust salat i sovint se'ls hi retira la pell i les espines. Sovint s'etiqueten com a "Producte del Marroc", que són filets d'anxova en salaó. Les anxoves en conserva de vegades es comercialitzen amb el nom culinari de "sardines peruanes" per afavorir-ne el consum nacional i internacional, ja que les "sardines" solen tenir més demanda. Recentment, al Perú s'han desenvolupat noves maneres de preparar les anxoves, per la qual cosa ja estan al mercat internacional nous productes com els "chicharrones" d'anxoveta, jerky d'anxoveta, pasta d'anxoveta i filets d'anxoveta.

## Drets de pesca
El concepte de drets de pesca varia d'un país a un altre. En alguns països s'imposen drets de pesca, o una llicència de pesca obligatòria, mentre que en d'altres, es basen en el concepte subjacent de la renda dels recursos. En aquest sentit, la definició i el càlcul de la renda pesquera permet reconèixer el pagament que ha de rebre l'Estat per l'ús d'un recurs natural renovable: en aquest cas l'anxoveta. La pesqueria de l'anxoveta és d'especial interès, no només perquè es troba entre les més grans del món, sinó perquè l'any 2008 el Perú va aprovar la Llei de Límits Màxims de Captura per Embarcació, LMCE, que implica drets d'ús en l'assignació de recursos. La teoria econòmica sosté que la implementació de la renda del recurs significa que és el màxim possible en comparació amb l'estat d'accés lliure que imperava anteriorment. Si la pesca és d'accés lliure, no hi haurà lloguer de recursos per la presència d'una gran quantitat d'embarcacions pesqueres, la qual cosa comporta l'extracció del recurs més enllà dels nivells biològicament sostenibles. En contraposició, si una pesquera entra en règim de drets de propietat cedits, aleshores la renda generada serà positiva i garantirà un nivell d'extracció biològicament i econòmicament eficient. La normativa pesquera peruana estableix un càrrec pels drets de pesca com a pagament per l'ús d'un recurs pertanyent a la nació. Cada propietari d'embarcació cobra els drets de pesca en funció d'un percentatge del preu de la farina de peix per tona desembarcada. Recentment s'ha debatut sobre la rellevància de la quantitat de peix desembarcat i si això reflecteix realment la renda del recurs, atès que la implantació dels LMCE ha provocat un augment del valor del recurs de l'anxoveta.